# Соколовское (Краснодарский край)
Соколовское — село в Гулькевичском районе Краснодарского края России. Административный центр Соколовского сельского поселения.
Население 3002 человек (2010).

## Варианты названия
- Сокаловский,
- Соколовский[2].

## История
Основан как немецкий лютеранский хутор Соколовский. По состоянию на 1926 год являлся административным центром Соколовского сельсовета Кропоткинского района Армавирского округа Северо-Кавказского края; в нём имелось 188 хозяйств, население составляло 795 человек (в том числе 357 немцев, 229 украинцев, 184 русских, 130 казаков).
В 2004 году определён административным центром муниципального образования Соколовское сельское поселение.

## Население
| 1926 | 2002  | 2010  |
| ---- | ----- | ----- |
| 795  | ↗3098 | ↘3002 |

## Улицы
- ул. Кирова
- ул. Ленина
- ул. Мира
- ул. Молодёжная
- ул. Новая
- ул. Октябрьская
- ул. Пушкина
- ул. Рассветная
- ул. Советская
- ул. Черкасова
- ул. Школьная
- ул. Юбилейная
- ул. Южная[8].